# Tokyo Sea Life Park
Le Tokyo Sea Life Park (葛西臨海水族園, Kasai Rinkai Suizokuen) est un aquarium public situé dans le parc de Kasai Rinkai à Tokyo, au Japon. Il comporte plusieurs zones représentant différents écosystèmes. Environ 85 000 animaux de 940 espèces  différentes sont observables. 

## Historique
L'aquarium ouvre ses portes en octobre 1989 et se situe sur la côte de la baie de Tokyo. En 2019, près de 55 millions de visiteurs ont visité l'aquarium depuis son ouverture.
En 2023, plusieurs bassins vieillissants sont remis à neuf. Les différents animaux sont alors transférés dans d'autres aquariums du pays le temps des travaux.

## Installations et missions
Parmi les différentes zones, représentant chacune différents écosystèmes, comme des répliques d'environnements tropicaux ou polaires, on retrouve notamment des bassins extérieurs, présentant différentes tortues de mer ou des manchots de Humboldt. Un manchot s'est notamment échappé en mai 2012 de l'aquarium et a vécu dans la baie de Tokyo pendant 82 jours avant d'être recapturé. 
L'aquarium fait également office de refuge pour certains animaux de la région, comme des pieuvres ou des concombres de mer. Il effectue également plusieurs missions de conservation, notamment sur certaines populations de poissons menacées de la région.